# Neophyllotocus dispar
Neophyllotocus dispar är en skalbaggsart som beskrevs av Blackburn 1890. Neophyllotocus dispar ingår i släktet Neophyllotocus och familjen Melolonthidae. Inga underarter finns listade i Catalogue of Life.